# Žitavany
Žitavany (in ungherese Zsitvaapáti) è un comune della Slovacchia facente parte del distretto di Zlaté Moravce, nella regione di Nitra.